# Libmanan
Libmanan (Bayan ng Libmanan) är en kommun i Filippinerna. Kommunen ligger på ön Luzon, och tillhör provinsen Camarines Sur. Folkmängden uppgår till 108 716 invånare år 2015.

## Barangayer
Libmanan är indelat i 75 barangayer.
| - Aslong - Awayan - Bagacay - Bagadion - Bagamelon - Bagumbayan - Bahao - Bahay - Beguito Nuevo - Beguito Viejo - Begajo Norte - Begajo Sur - Bikal - Busak - Caima - Calabnigan - Camambugan - Cambalidio - Candami - Candato - Cawayan - Concepcion - Cuyapi - Danawan - Duang Niog | - Handong - Ibid - Inalahan - Labao - Libod I - Libod II - Loba-loba - Mabini - Malansad Nuevo - Malansad Viejo - Malbogon - Malinao - Mambalite - Mambayawas - Mambulo Nuevo - Mambulo Viejo - Mancawayan - Mandacanan - Mantalisay - Padlos - Pag-Oring Nuevo - Pag-Oring Viejo - Palangon - Palong - Patag | - Planza - Poblacion - Potot - Puro-Batia - Rongos - Salvacion - San Isidro - San Juan - San Pablo - San Vicente - Sibujo - Sigamot - Station-Church Site - Taban-Fundado - Tampuhan - Tanag - Tarum - Tinalmud Nuevo - Tinalmud Viejo - Tinangkihan - Udoc - Umalo - Uson - Villasocorro - Villadima (Santa Cruz) |

## Bildgalleri

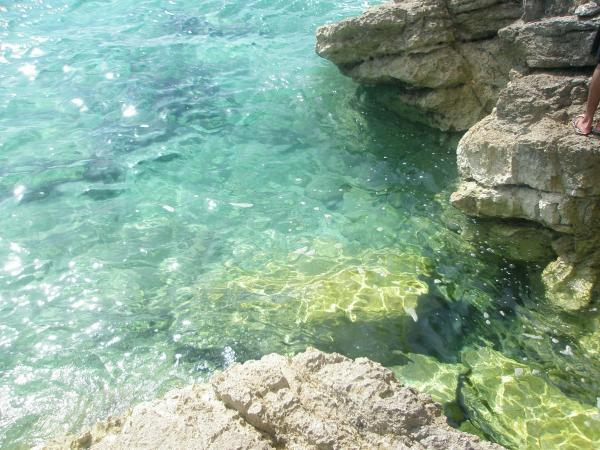